# Las de Barranco (película)
Las de Barranco es una película argentina estrenada el 29 de junio de 1938 dirigida por Tito Davison basada en la obra teatral del mismo nombre de Gregorio de Laferrère y que tuvo como protagonistas principales a Olinda Bozán, Tulia Ciámpoli, Teresa Serrador, Pablo Vicuña y Arminda Herrero. Se trata de un drama que gira en torno de las especulaciones que hace una viuda venida a menos aprovechando las simpatías que despierta una de sus tres hijas solteras.
La obra teatral escrita por el dramaturgo argentino Gregorio de Laferrère (Buenos Aires, 8 de marzo de 1867 - Buenos Aires, 30 de noviembre de 1913) fue estrenada el 24 de abril de 1908 y a lo largo de los años fue representada por diversos elencos en numerosas oportunidades, incluso en París en 1921.
Las de Barranco es una comedia tragicómica, en la cual ronda el grotesco todo el tiempo; el capitán Barranco ha muerto y su viuda doña María y las tres hijas Carmen, Manuela y Pepa tratan de sobrevivir con la exigua pensión del gobierno, el subarriendo de algunas habitaciones de la casa y los regalos que gracias a las manipulaciones de doña María entregan diversos galanes que compiten por los favores de Carmen.
Los temas de la obra son la soledad, la angustia, la desesperanza, el fingimiento, las tensiones entre los miembros, la necesidad de mantener "apariencias" ante la mirada de los demás, la hipocresía.

## Reparto
- Olinda Bozán
- Tulia Ciámpoli
- Teresa Serrador
- Pablo Vicuña
- Arminda Guerrero
- Dora Zárate
- Martín Zabalúa
- Homero Cárpena
- Luis E. Corradi
- Héctor Ugazio
- Pedro Fiorito

## Crítica
En la crónica del diario La Nación se expresa "La realización (...) tiene simpatía". "La dirección ha sido ejercida con rutinario delineamiento teatral" y el crítico Roland  consideró que "Su director  (...) tiene el buen tino de seguir fielmente el original escénico".